# Galendromimus paulista
Galendromimus paulista är en spindeldjursart som beskrevs av Zacarias och Moraes 200. Galendromimus paulista ingår i släktet Galendromimus och familjen Phytoseiidae. Inga underarter finns listade i Catalogue of Life.